# Palais Dudley
Le palais Dudley, dont le nom officiel est Palazzo del duca di Nortumbria, est un palais du centre historique de Florence. Il présente deux façades, une sur la via della Vigna Nuova et une sur la via della Spada, avec un coin sur la via Tornabuoni.

## Histoire et description

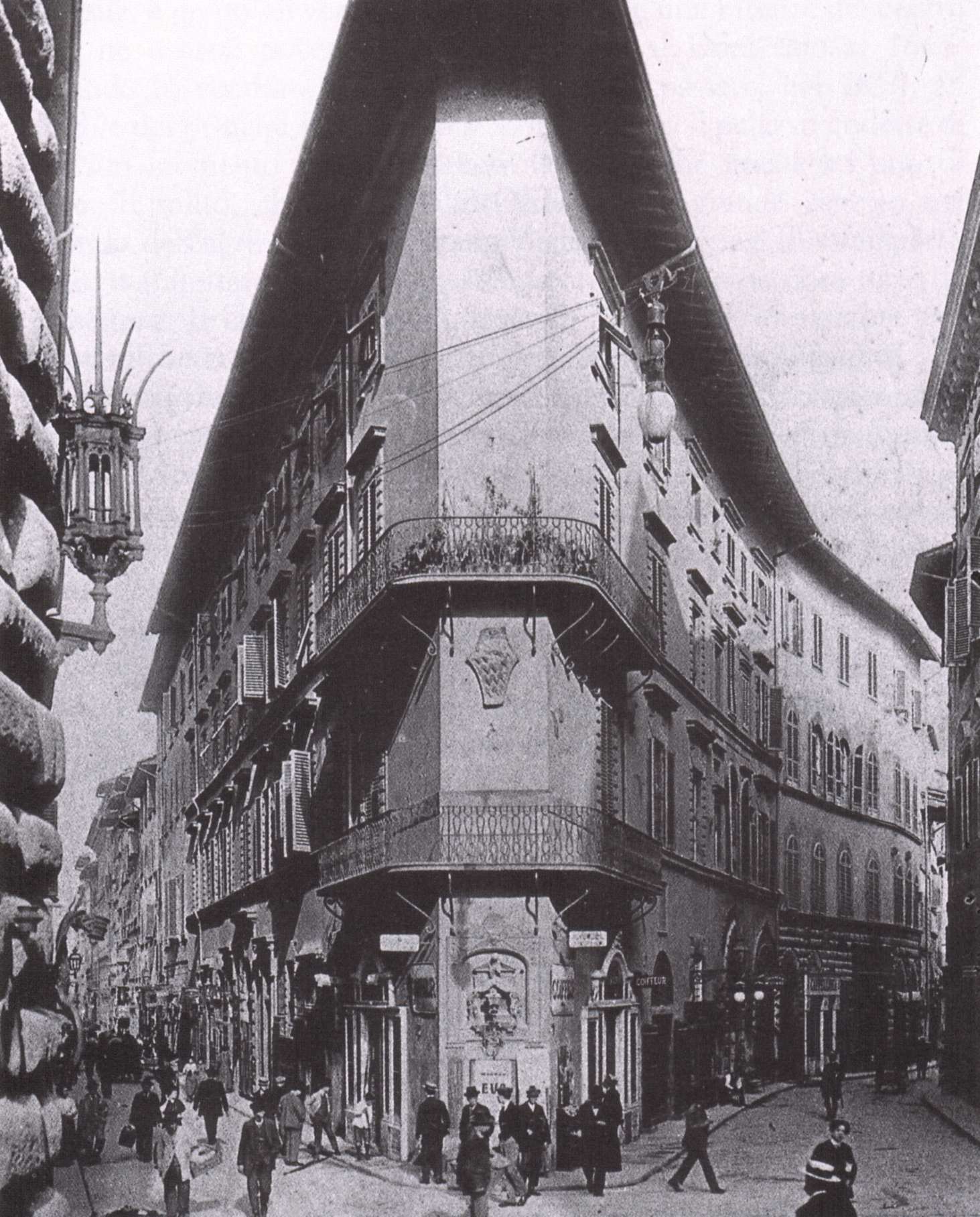
Le palais avant les interventions du XIXe siècle.

Il a été construit en 1613, sur les anciennes maisons des Rucellai, par Robert Dudley, comte de Warwick et duc de Northumberland, fils du favori de la reine Élisabeth Ire d'Angleterre.
En 1605, Dudley quitta l'Angleterre et, après un passage par la France, s'installa en Toscane, où il entra au service des grands-ducs Cosme II puis Ferdinand II, qui lui confièrent le gouvernement du port de Livourne et la tâche de construire le Molo Médicis (1608) et l'Arsenal de San Rocco. En septembre 1608, Dudley effectua un voyage le long de la côte guyanaise. Il compose Arcane de la Mer, premier atlas maritime publié en Italie, à Florence entre 1646 et 1647. Il mourut en 1649 dans la ville et fut enterré dans l'église Saint-Pancrace.
Le palais est ensuite passé d'héritier en héritier. Au début du XXe siècle, Francesco Navone, marchand de broderies cherchant un emplacement prestigieux pour son activité, en loua une partie. En 1912, satisfait du bâtiment, il décide de l'acheter et, peut-être pour donner un effet nouveau, il fait « couper » à l'architecte Adolfo Coppedè une tranche dans la partie la plus étroite du bâtiment, où il fait créer deux portails, qui ressemblent presque à une loggia, et un majestueux balcon à balustrade au premier étage, sur lequel s'ouvre un majestueux portail avec tympan dans une niche surmontée d'un arc. Sur l'architrave du portail, l'inscription « F. Navone » apparaît encore en lettres claires. Les armoiries des Rucellai, auparavant au premier étage, ont été déplacées au-dessus de la niche, tandis que le gracieux tabernacolo de la via Tornabuoni n'a pas été touché.
Aujourd'hui, le bâtiment est une copropriété ; la loggia du rez-de-chaussée, après avoir été le siège d'une banque et - plus tard - le siège du magasin phare de Gianfranco Ferré, abrite aujourd'hui un autre commerce.

## Galerie

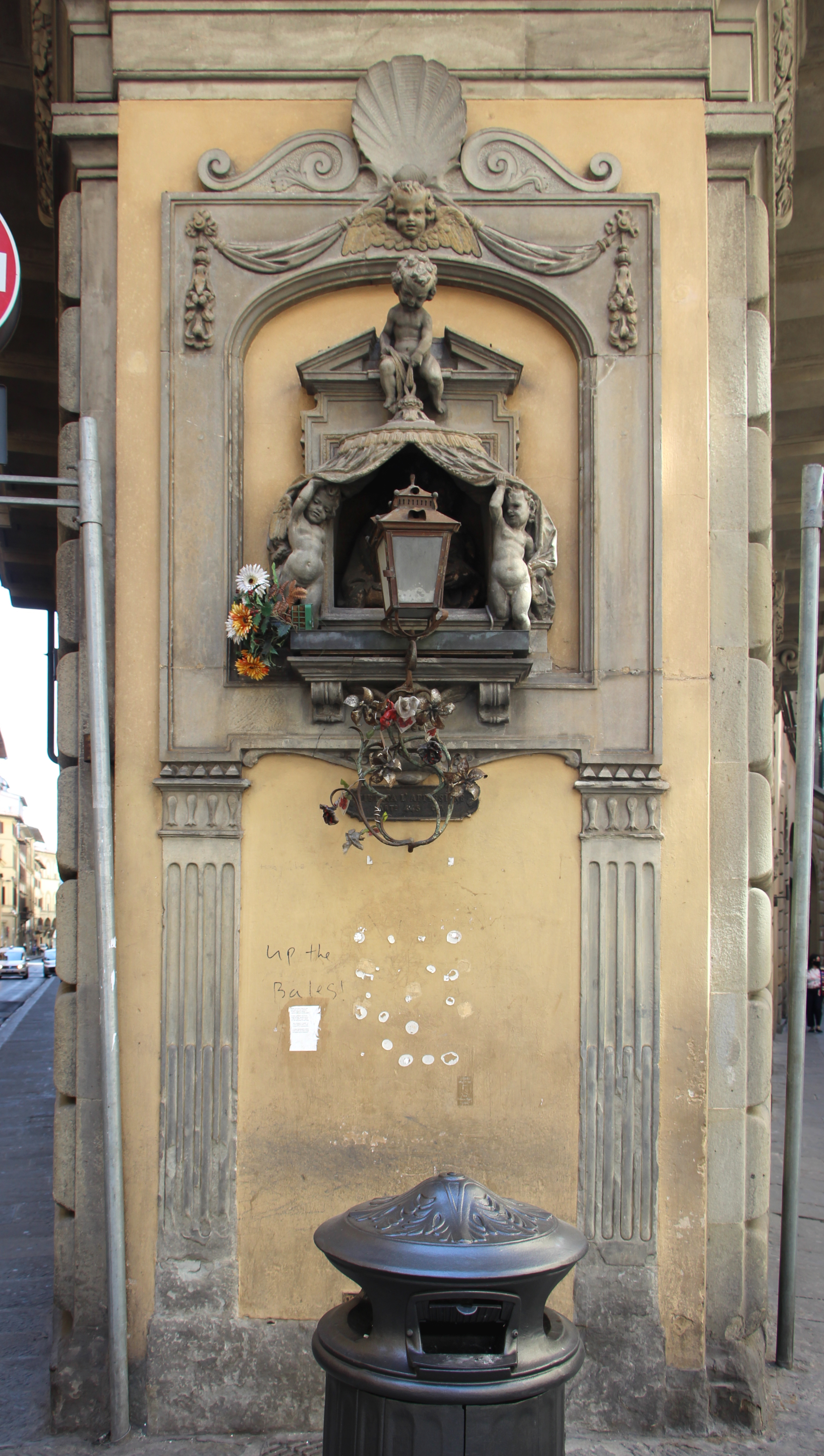
Le tabernacle.
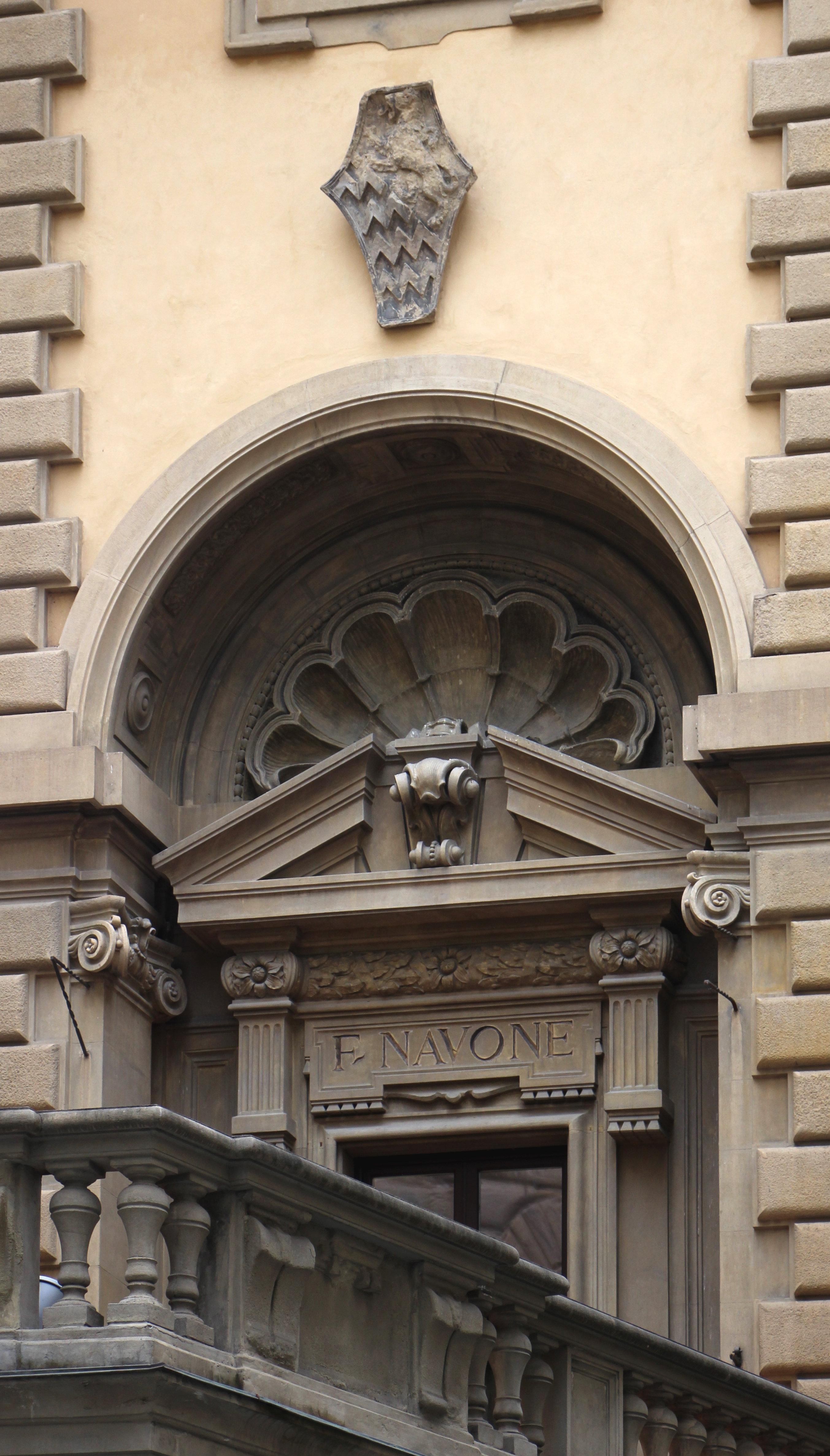
Le balcon.
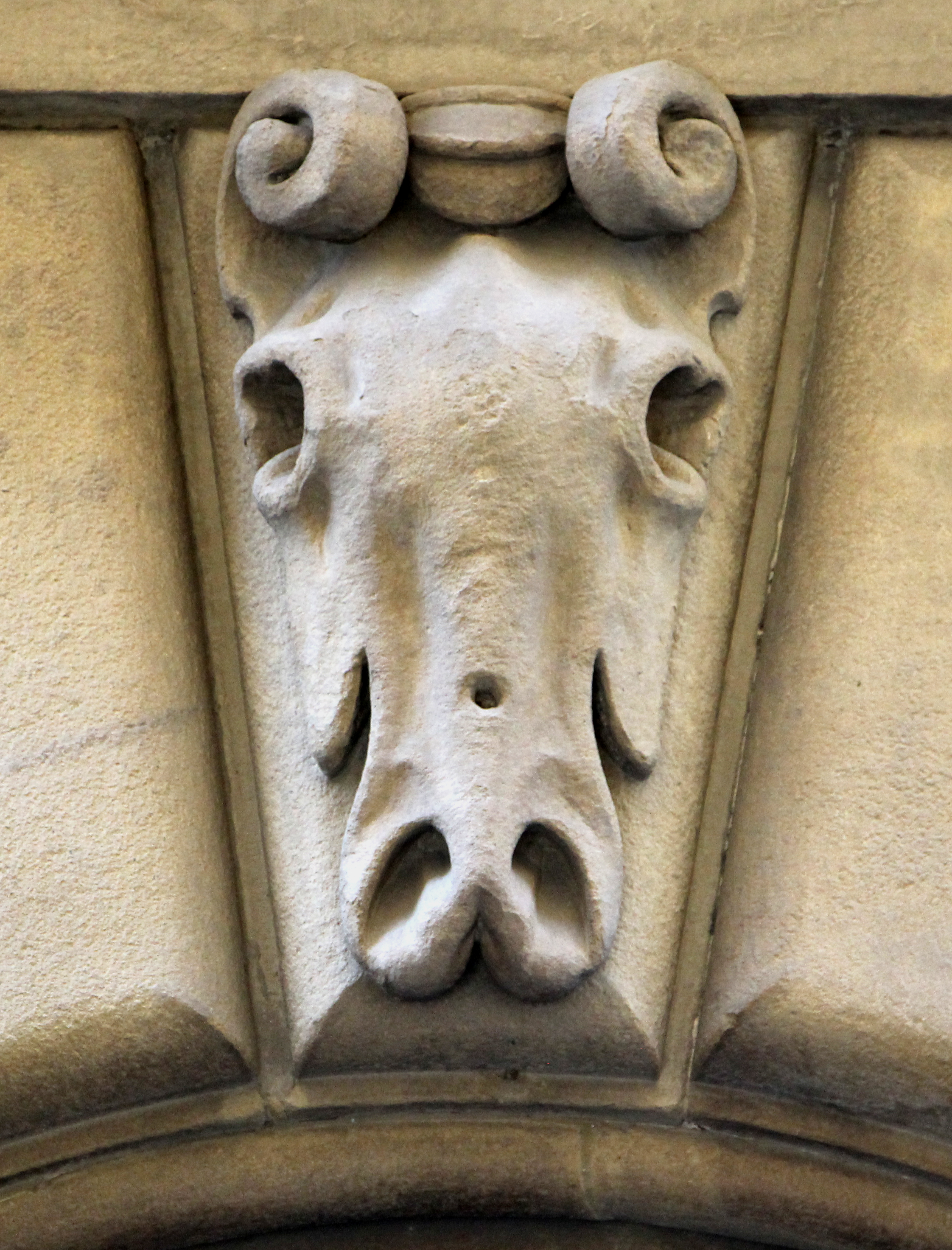
Mascaron.